# شهرداری ارمرا
شهرداری ارمرا (به لاتین: Ermera Municipality) یک منطقهٔ مسکونی در تیمور شرقی است که در تیمور شرقی واقع شده‌است. شهرداری ارمرا ۷۶۸ کیلومتر مربع مساحت دارد.